# Alpy Berneńskie

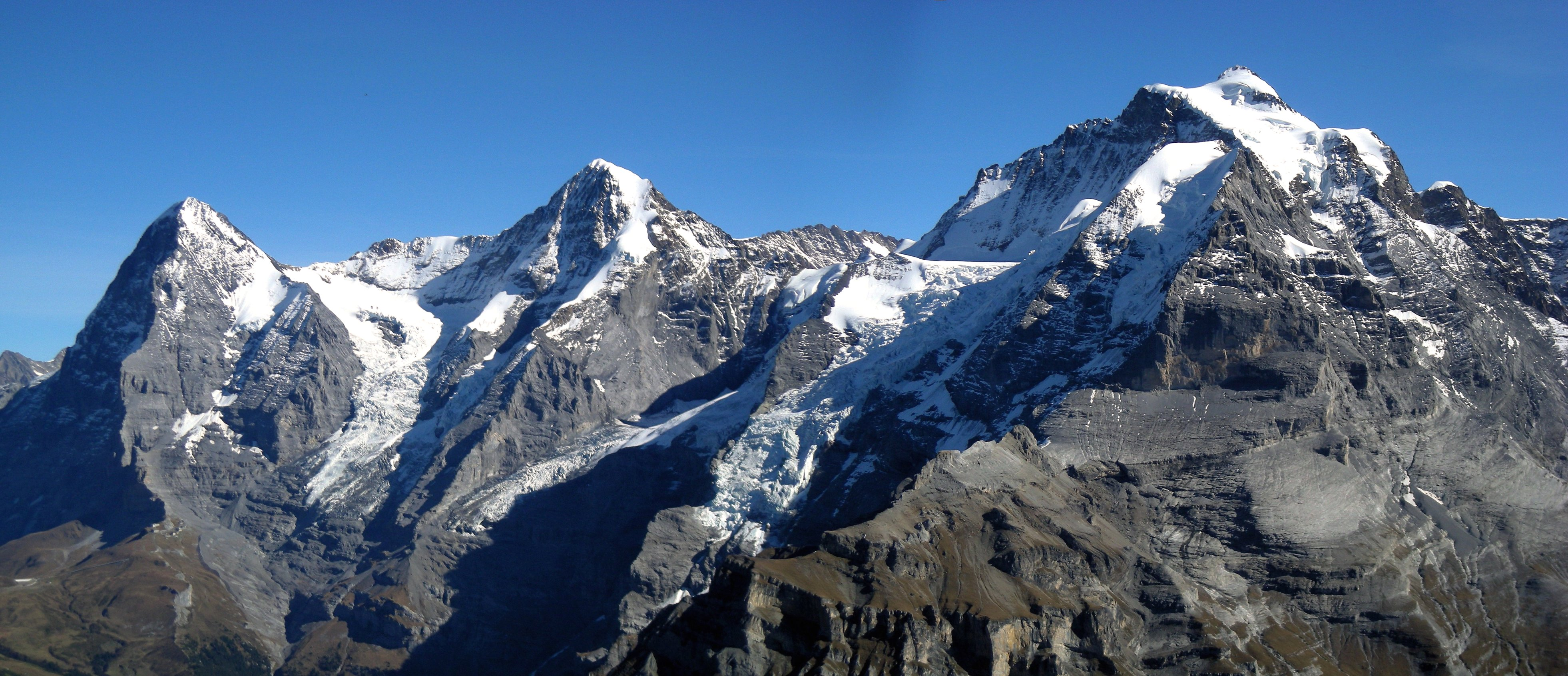
Eiger, Mönch i Jungfrau

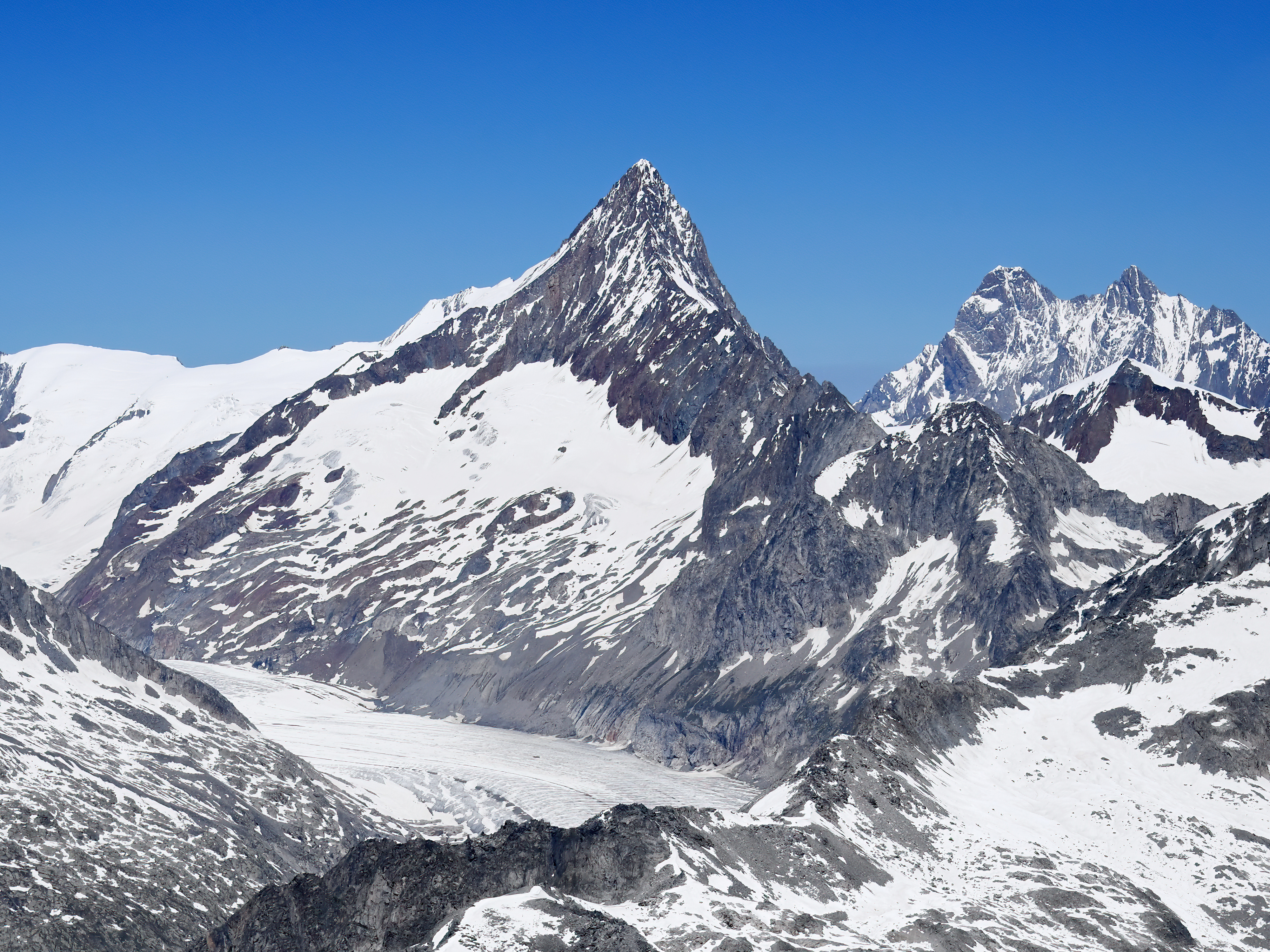
Finsteraarhorn

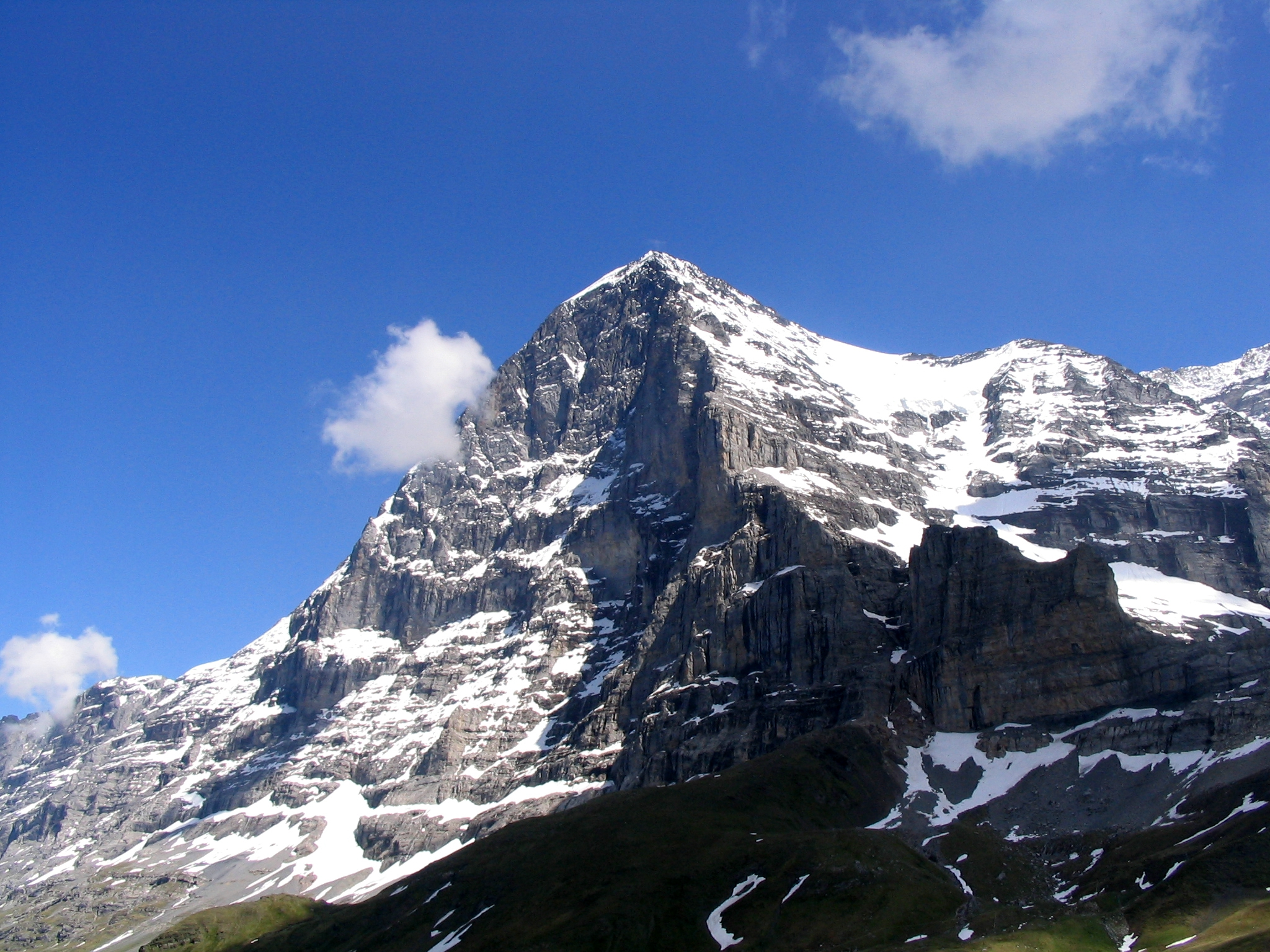
Eiger

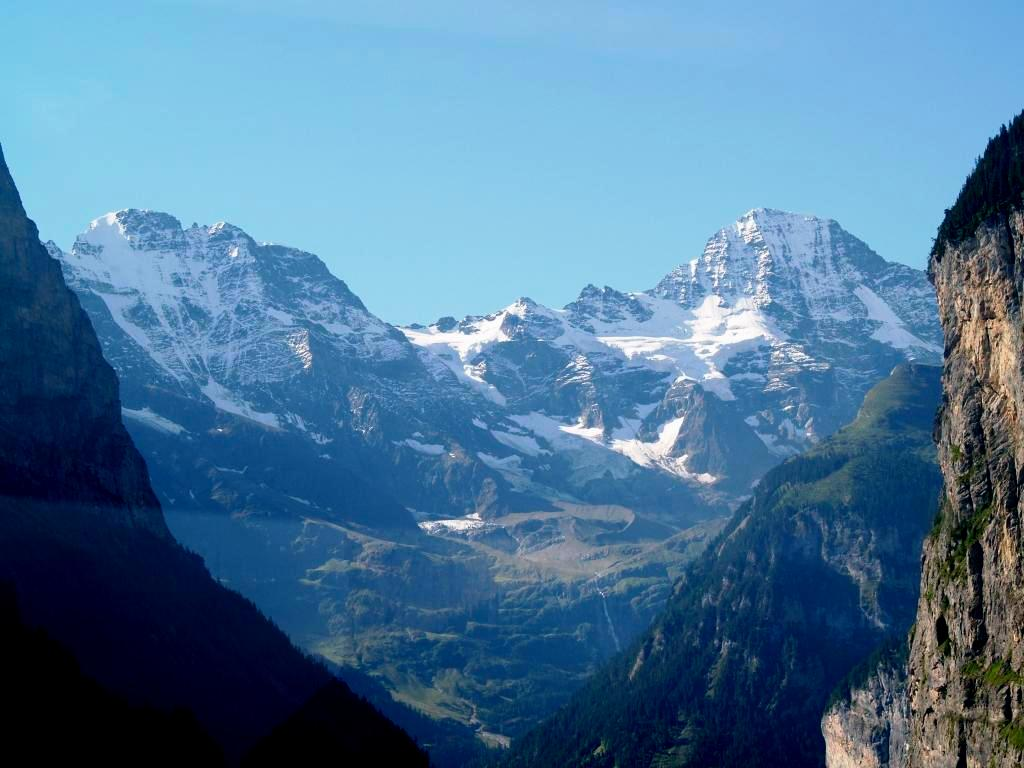
Dolina Lauterbrunnental

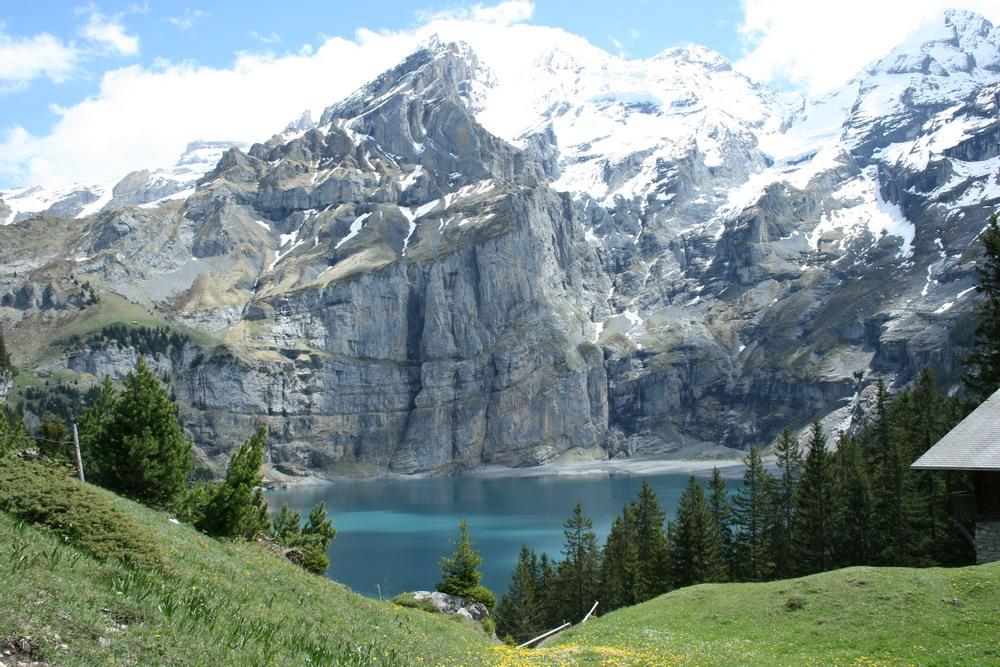
Jezioro Oeschinen

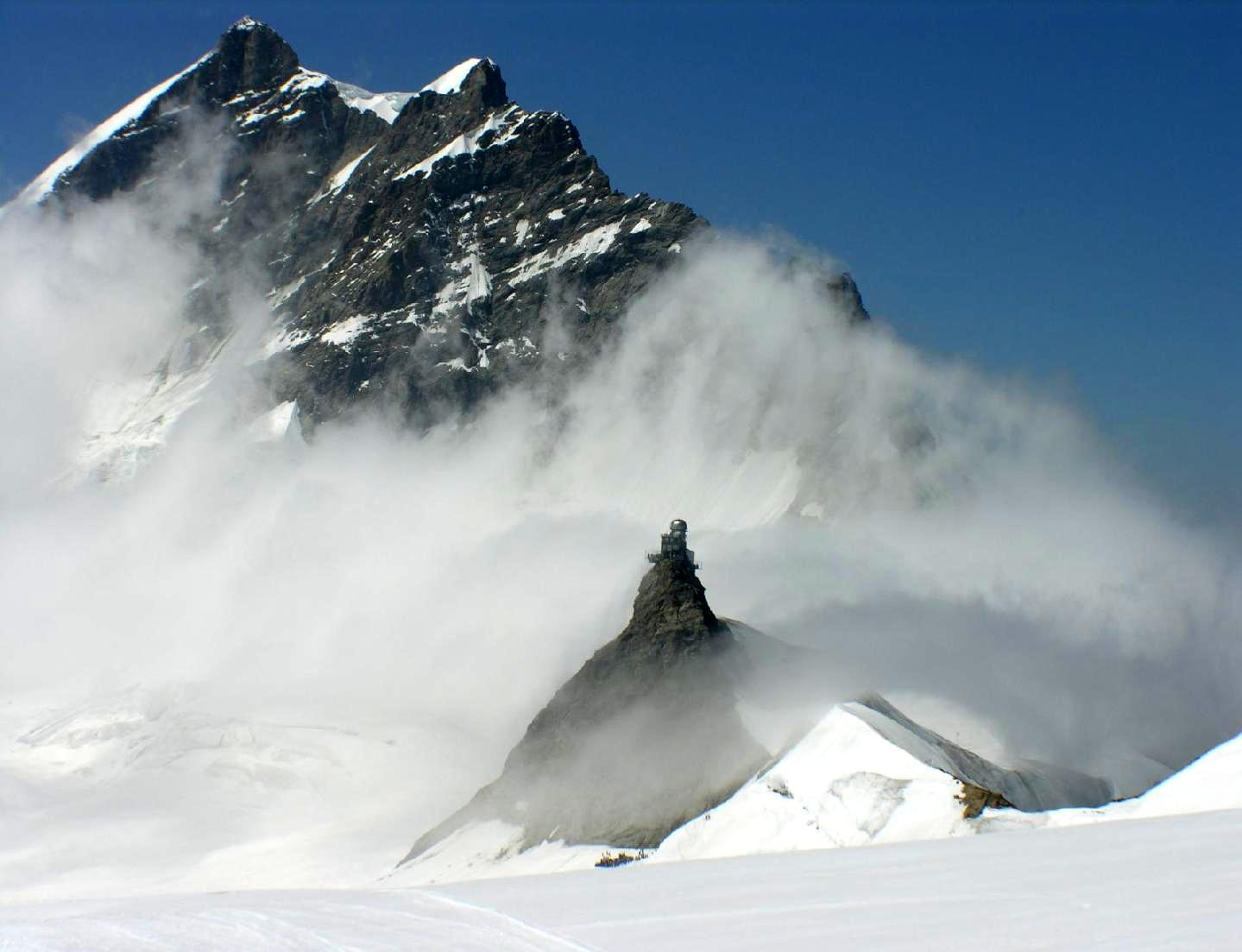
Obserwatorium Sphinx na przełęczy Jungfraujoch; w tle wierzchołek Jungfrau

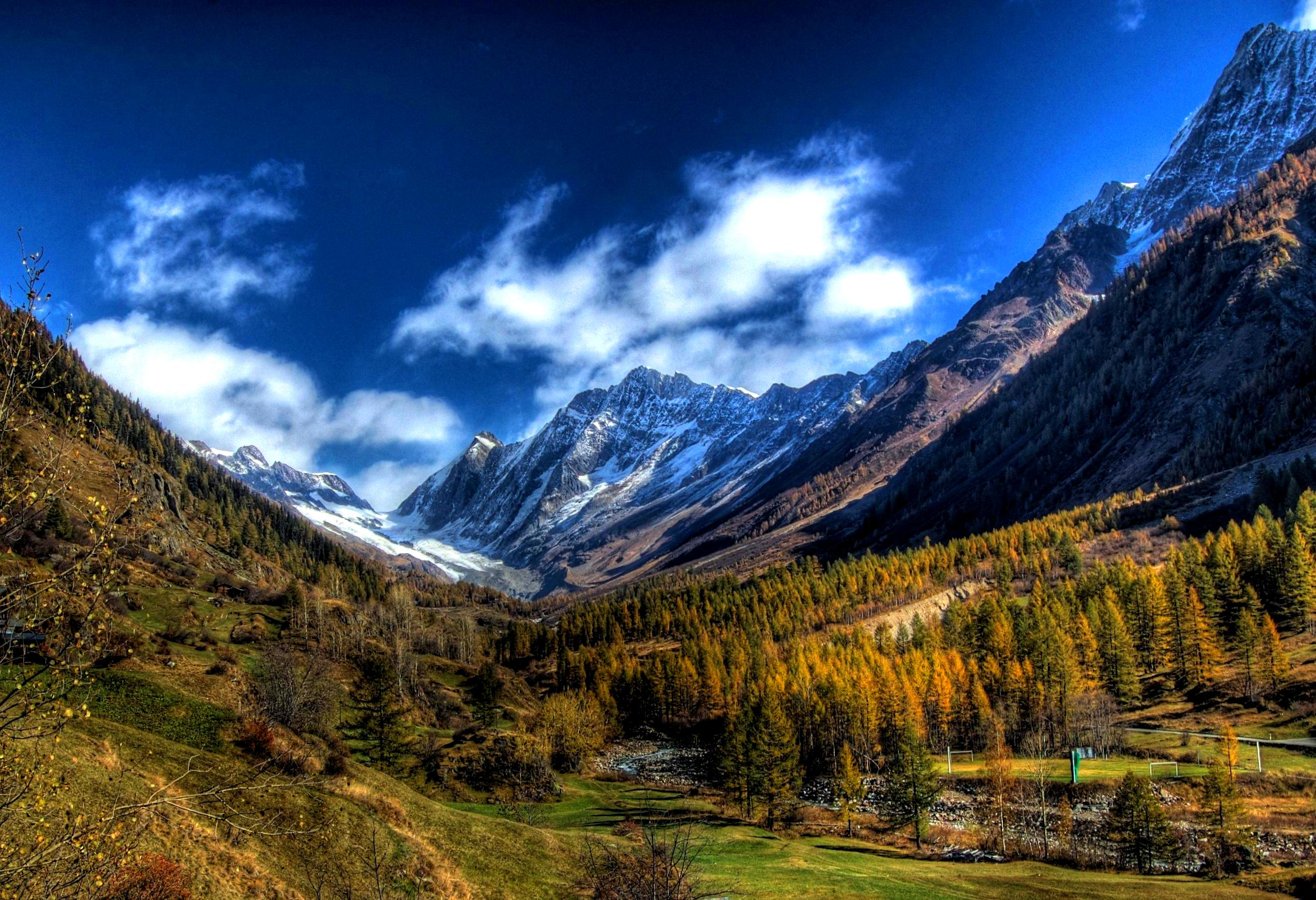
Dolina Lötschental

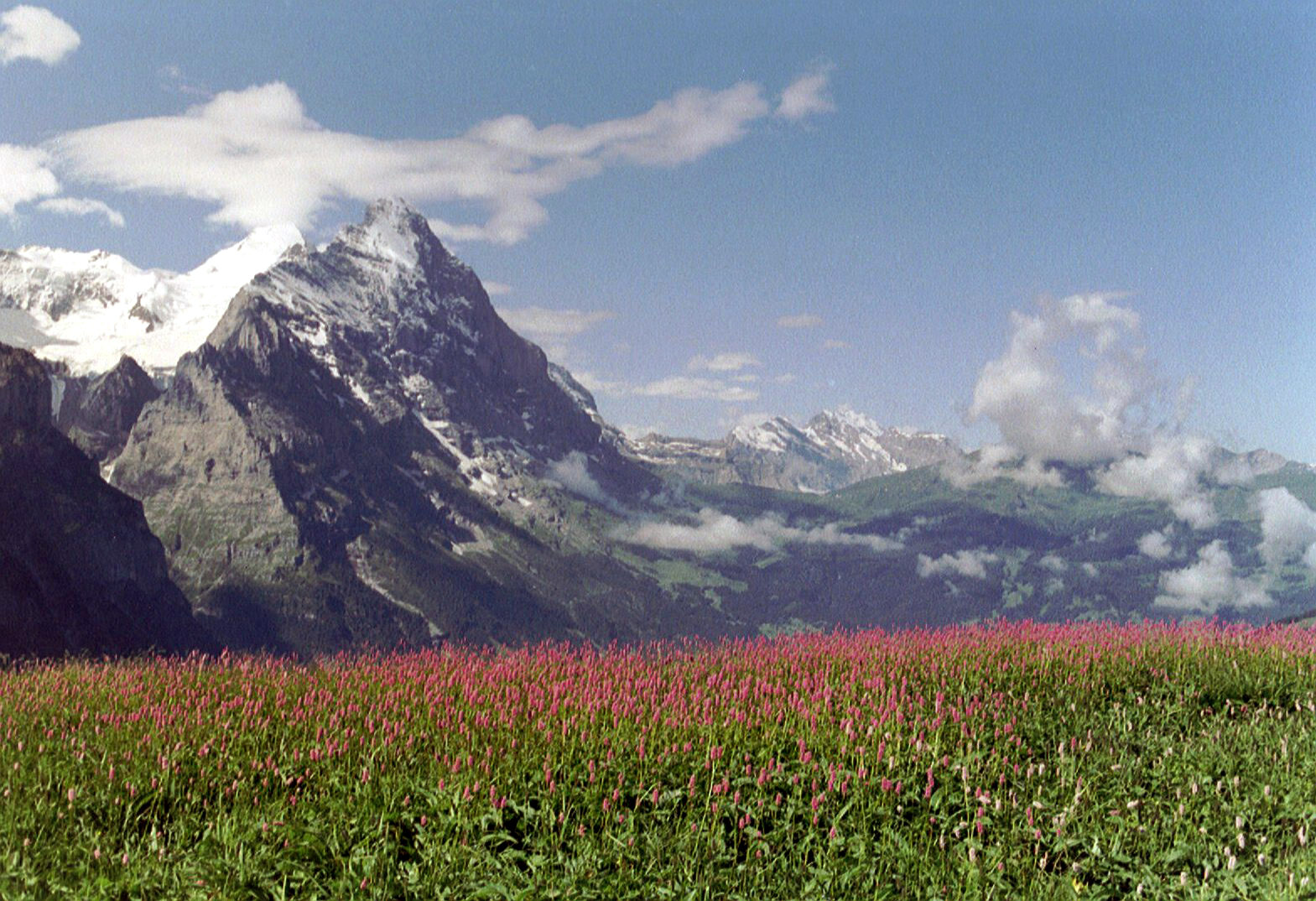
Widok z przełęczy Grosse Scheidegg (1961 m n.p.m.) w kierunku szczytu Eiger i przełęczy Kleine Scheidegg

Alpy Berneńskie (niem. Berner Alpen, fr. Alpes bernoises) – pasmo górskie, część Alp Zachodnich w Szwajcarii, w kantonach Vaud, Uri i Valais. Wznoszą się stromo po północnej stronie doliny górnego Rodanu. Najwyższym szczytem jest Finsteraarhorn, który osiąga 4274 m n.p.m. Pasmo to graniczy z: Préalpes de Savoie na zachodzie, Schweizer Voralpen na północy, Alpami Glarneńskimi na wschodzie, Alpami Lepontyńskimi na południowym wschodzie, Alpami Pennińskimi na południu oraz Masywem Mont Blanc na południowym zachodzie.
Zbudowane z łupków krystalicznych i granitów, na zachodzie i północy – ze skał osadowych. Północne przedgórza noszą nazwę Schweizer Voralpen. Między przełęczami Gemmi i Grimsel zwarta grupa górska zwana masywem Aare lub Finsteraarhorn, silnie zlodowacona z formami glacjalnymi. W części zachodniej oddzielone grupy: Wildstrubel – 3243 m, Wildhorn – 3248 m, Les Diablerets – 3210 m, na wschodzie: Alpy Urneńskie. Lasy bukowe, bukowo-jodłowe i świerkowe, zastąpione częściowo przez polany. Blisko górnej granicy lasu rośnie limba i modrzew europejski, w piętrze subalpejskim – kosodrzewina. Powyżej 2000 m są hale alpejskie, a wyżej skąpa roślinność subniwalna.
W Alpach Berneńskich znajdują się następujące lodowce: Aletschgletscher, Fieschergletscher, Unteraargletscher, Unterer Grindelwaldgletscher, Oberaletschgletscher, Mittelaletschgletscher, Gauligletscher, Langgletscher, Oberer Grindelwaldgletscher, Kanderfirn, Tschingelfirn, Rosenlauigletscher, Glacier de la Plaine Morte, Wildstrubelgletscher, Glacier de Tsanfleuron oraz Glacier des Diablerets.
Znane ośrodki turystyki międzynarodowej: Interlaken, Grindelwald, Wengen, Lauterbrunnen, Mürren, Kandersteg, Adelboden, Lenk, Gstaad.
Alp Berneńskie dzielą się na:
- Alpy Urneńskie,
- Alpy Vaud,
- łańcuch główny.

Najwyższe szczyty to:
| - Finsteraarhorn – 4274 m, - Aletschhorn – 4195 m, - Jungfrau – 4158 m, - Mönch – 4107 m, - Schreckhorn – 4078 m - Grosses Fiescherhorn – 4049 m, - Grünhorn – 4043 m, - Lauteraarhorn – 4042 m, - Hinter Fiescherhorn – 4025 m, - Gletscherhorn – 3983 m, - Eiger – 3970 m, - Rottalhorn – 3969 m, - Ebnefluh – 3962 m, - Agassizhorn – 3946 m, - Bietschhorn – 3934 m, - Trugberg – 3933 m, - Klein Grünhorn – 3913 m, - Gross Wannenhorn – 3905 m, - Mittaghorn – 3892 m, - Fiescher Gabelhorn – 3876 m, - Nesthorn – 3820 m, - Dreieckhorn – 3811 m, - Schinhorn – 3797 m, - Breithorn (Lötschental) – 3785 m, - Breithorn (Lauterbrunnen) – 3779 m, - Grosshorn – 3754 m, - Sattelhorn – 3745 m, - Wetterhorn – 3708 m, | - Balmhorn – 3698 m, - Silberhorn – 3695 m, - Blüemlisalphorn – 3671 m, - Doldenhorn – 3647 m, - Altels – 3636 m, - Tschingelhorn – 3562 m, - Gspaltenhorn – 3442 m, - Ewigschneehorn – 3331 m, - Ritzlihorn – 3282 m, - Wildhorn – 3248 m, - Les Diablerets – 3246 m, - Wildstrubel – 3243 m, - Wellhorn – 3196 m, - Mättenberg – 3107 m, - Löffelhorn – 3098 m, - Grand Muveran – 3061 m, - Sparrhorn – 3026 m, - Torrenthorn – 2998 m, - Dent de Morcles – 2980 m, - Eggishorn – 2934 m, - Uri-Rotstock – 2932 m, - Schwarzhorn – 2930 m, - Gross Sidelhorn – 2881 m, - Albristhorn – 2764 m, - Sulegg – 2412 m, - Niesen – 2366 m, - Hohgant – 2202 m, - Stockhorn – 2192 m. |  |

Przełęcze:
| - Lauitor – 3700 m, - Mönchjoch – 3560 m, - Jungfraujoch – 3470 m, - Strahleggpass – 3351 m, - Grünhornlücke – 3305 m, - Oberaarjoch – 3233 m, - Passo Gauli – 3206 m, - Petersgrat – 3205 m, - Lötschenlücke – 3204 m, - Lauteraarsattel – 3156 m, - Beichgrat – 3136 m, - Lammernjoch – 3132 m, - Triftlimmi – 3109 m, - Sustenlimmi – 3103 m, - Gamchilucke – 2833 m, - Passo Tschiugel – 2824 m, - Schnidejoch – 2756 m, | - Hohtürli – 2707 m, - Lötschenpass – 2695 m, - Sefinenfurgge – 2616 m, - Wendenjoch – 2604 m, - Furtwangsattel – 2558 m, - Furkapass – 2436 m, - Rawilpass – 2415 m, - Gemmipass – 2329 m, - Surenenpass – 2305 m, - Sustenpass – 2262 m, - Sanetschpass – 2234 m, - Jochpass – 2215 m, - Grimselpass – 2164 m, - Kleine Scheidegg – 2061 m, - Pas de Cheville – 2049 m, - Grosse Scheidegg – 1962 m. |  |

Schroniska:
- Monchsjochhutte – 3660 m,
- Mittellegihütte – 3355 m,
- Berglihütte – 3299 m,
- Finseraarhornhutte – 3048 m,
- Mutthornhütte – 2901 m,
- Konkordiahütte – 2850 m,
- Schreckhornhütte – 2530 m,
- Eiger-Ostegghütte – 2317 m,
- Glecksteinhütte – 2317 m,
- Wildhornhütte – 2303 m,
- Gaulihutte – 2205 m,
- Bäregghütte – 1775 m.